# Тёмная сторона (фильм)
«Тёмная сторона» (англ. Bloodline) — американская кинодрама с элементами триллера режиссёра Генри Джейкобсона, снятая в 2018 году c Шоном Уильямом Скоттом в главной роли.  Лента представляет собой особый взгляд на проблемы свободы воли и ее ограничений, а также затрагивает анализ роли и значения семьи как социального института и детско-родительских отношений на социализацию личности и формирование преступного поведения. В фильме в очередной раз ставится вопрос, является ли патологическое влечение к убийствам  наследственной чертой, или же на процесс генезиса личности серийного убийцы влияют ряд других факторов.

## Сюжет
Сюжет фильма повествует о Эване Коуле. Эван женат на любимой девушке, имеет маленького сына и работает в школе на должности школьного психолога. Будучи ребенком свое детство Эван провел в социально-неблагополучной обстановке, так как его отец проявлял агрессивное поведение по отношению к нему и к его матери. Мать и Эван хранят в секрете страшную семейную тайну.  Во время очередной ссоры родителей, в ходе которой его отец избил мать, малолетний Эван убивает своего отца, нанеся ему колото-резаную рану в области шеи, после чего его мать захоранивает труп его отца во дворе дома. Несмотря на то, что после убийства отца, все в жизни Эвана в дальнейшем складывалось весьма благополучно, он тем не менее прожив в детстве несколько лет в состоянии стресса и постоянно испытывая страх перед отцом, получил психологическую травму и впоследствии стал испытывать приступы агрессии по отношению к окружающим. Недополучив внимание и любви со стороны своего собственного отца, Эван обязался выбрать модель поведения по отношению к своему собственному сыну прямо противоположную той, которую демонстрировал его отец с целью обеспечить своему ребенку счастливое и благополучное детство. Осознав, что причиной его психических, эмоциональных и поведенческих проблем стало агрессивное поведение его отца, Эван посвящает много времени на работе общению с трудными подростками, которые также как и он в детстве, подвергаются агрессии со стороны родителей, которые в свою очередь страдают алкогольной, наркотической зависимостью и  придерживаются индиферрентного стиля воспитания, что в свою очередь негативно отражается на развитии личности их детей, вследствие чего они рано начинают демонстрировать признаки антисоциальности и уже будучи подростками погружаются на социальное дно общества. 
Одна из его подопечных - 15-летняя Келли рассказывает ему о том, что подвергается сексуальному насилию со стороны своего дяди, после чего Эван понимает что его методы работы с трудными подростками не дают результата. В этот период психическое состояние Эвана начинает ухудшаться. Он вступает в конфликт с рядом из своих подопечных. Ситуация усугубляется ухудшением отношений Коула и его супруги Лорен, которая став матерью - испытывает перепады настроения, постоянно высказывая в адрес Эвана различные упреки. Благодаря высокому самоконтролю и волевым качествам, Коулу некоторое время удавалось подавлять свои приступы гнева, но вследствие постоянного стресса, Эван в конечном итоге впадает в состояние тяжелой фрустрации, неразрешимого тупика, все более нарастаящей дисфории. После очередного конфликта с одним из своих учеников, Эван Коул осознает, что больше не в состоянии помочь им и не находит приемлемого с точки зрения законности выхода, кроме как совершить серию убийств отцов и родственников своих подопечных, как виновников их социального неблагополучия. Во время совершения убийств Эван проводит своеобразный допрос каждой из жертв, во время которого вынуждает их рассказать о взаимоотношениях со своими детьми, записывая диалог с ними с помощью диктофона. Трупы убитых Эван Коул захоранивает во дворе одного из заброшенных домов, где нелегально проживал отец одного из его учеников, который стал его первой жертвой. Однако массовое захоронение вскоре обнаруживается, после чего правоохранительные органы начинают расследование. 
Так как все жертвы Коула являлись родственниками его учеников, он вскоре становится одним из основных подозреваемых и подвергается допросу полицией. Один из учеников Эвана по имени Крис Уэллс, чей отец стал одной из его жертв, во время разговора с Эваном в школе уличает его во лжи, после чего тоже начинает подозревать его в совершении убийств, так как Коул не отличаясь предельной осторожностью, рассказал Крису о том, что его отец планировал вылечиться от наркотической зависимости и вернуться в семью только по причине того, что мать Криса должна была получить наследство от одного из своих умерших родственников в виде огромной денежной суммы. Крис Уэллс заявил Эвану, что тема наследства - является семейной тайной и он никогда и никому не рассказывал ничего подобного, после чего стал подозревать, что эти сведения Коул мог получить от его отца во время совершения убийства. 
Детектив Джон Оверстрит из отдела по расследованию убийств во время разговора с женой Эвана замечает, что она испытывает сомнения по поводу непричастности Эвана в серийных убийствах. Спустя несколько дней Джон Оверстрит снова навещает Эвана Коула. В его отсутствие он разговаривает с Лорен. Детектив показывает супруге Эвана материалы расследования уголовного дела о серии убийств, которая произошла несколько лет назад в другом городе, где на тот момент проживал Эван до знакомства и брака с Лорен. После того как Эван уехал из города, полиция обнаружила массовое захоронение тел жертв, которое было очень похоже на массовое захоронение, которое устроил Эван на территории заброшенного дома, где он убил родственников своих учеников. Эти косвенные улики свидетельствуют о том, что Эван Коул совершал убийства до брака с Лорен. Детектив Оверстрит пытается убедить Лорен дать показания против Эвана и убедить ее в том, что он является жестоким серийным убийцей, который убил много людей, однако Лорен отказывается свидетельствовать против Эвана. 
В одну из ночей, Крис Уэллс врывается в дом Коулов, высказывает свои подозрения Эвану и наставляет на него пистолет, угрожая его убить. Однако потеряв самообладание, Крис не справляется с эмоциями и впадает в истерику, после чего Эван отбирает у него пистолет, а Крис сбегает из дома. Тем не менее, интерес правоохранительных органов к Эвану, подозрения Криса  а также масса несостыковок и отсутствие алиби Эвана на момент совершения всех убийств заставляет его супругу Лорен также подозревать его. В попытке найти какие-нибудь улики, Лорен ночью проводит обыск в доме, в ходе которого находит в подвале дома аудиозаписи разговоров Эвана со своими жертвами. Прослушав аудиозаписи, Лорен осознает, что в действительности Эван имеет проблемы с самоконтролем и ему не удается подавлять свои приступы гнева. События в социально неблагополучных семьях, где один из родителей подвергают агрессии других членов семьи - становятся «триггером», побуждающим его убивать, после чего Эван проявляет свою «темную сторону личности» и убивает любого, кто не осмеливается ценить свое потомство должным образом.
Лорен звонит Крису Уэллсу и назначает ему встречу на территории заброшенного дома, где Эван хоронил своих жертв, после чего просит Эвана посидеть с ребенком, заявив ему, что ей нужно пройтись по магазинам. После отъезда Лорен, Эван обсуждает ситуацию со своей матерью, которая знает что Эван является серийным убийцей. Во время обсуждения происходящих событий, мать Эвана склоняет его к совершению убийства Криса Уэллса, так как его показания могут сыграть роковую роль в судьбе Эвана, после чего Коул оставив своего сына под присмотром матери, отправляется на поиски Криса Уэллса. Возле его дома он неожиданно видит автомобиль своей жены. После того как Лорен уезжает, Эван начинает ее преследовать. В этот момент Лорен испытывает тяжелые проблемы свободы воли и ее ограничений. Явившись на место захоронения жертв убийств, Лорен находит там Криса Уэллса. Она пребывает в твердой уверенности что Эван является серийным убийцей и его действия противоречат всем моральным и этическим нормам, но несмотря на это, она отказывается сотрудничать с Крисом и обратиться в полицию, после чего убивает Криса из пистолета, из которого ранее он намеревался убить Эвана, делая моральный выбор в пользу Эвана, делая расчет на то, что несмотря на то, что его действия  нарушили закон и нормы общества, для своего собственно сына он станет прекрасным отцом и обеспечит ему социально благополучную жизнь. После совершения убийства Криса, Лорен пытается его убийство выдать за самоубийство. Она кладет орудие убийства в руку Криса и с помощью его телефона заходит на его личный аккаунт в социальной сети «Facebook», где от его имени оставляет предсмертное сообщение с признаниями в совершении убийств. Свидетелем всего этого становится Эван, который улыбается, понимая, что Лорен готова на все, чтобы защитить своего сына, как и его мать.
Смерть Криса полиция города считает самоубийством, однако достоверность его предсмертной записки и сам факт самоубийства подвергаются сомнениям, после чего Эван и его супруга снова подвергается допросу на счет его отношений с Крисом Уэллсом. Детектив подвергает сомнению причастность Криса к убийствам, так как он не мог знать подробности разговоров Эвана с другими учениками. Во время допроса, Эван отрицает свою причастность к смерти Криса, предоставляет алиби, и убеждает детектива в том, что Крис узнал подробности семейных проблем других учеников, так как часто оставался в кабинете Коула на его рабочем месте, и вероятно именно так узнал о других детях, подвергшихся насилию. Жена Эвана Лорен полностью подтверждает его версию и алиби, после чего детектив Джон Оверстрит заявляет им о том, что уголовное дело будет закрыто, а ответственность за серию убийств будет возложена...на Криса Уэллса.

## Критика
Фильм получил смешанные и средние отзывы. Актерская игра Шона Уильяма Скотта была высоко оценена критика, которые отметили что ему удалось уйти от навязчивого амплуа комедийного актера, известного ролью Стива Стифлера  в картине «Американский пирог», и блестяще перевоплотиться в роль примерного семьянина и по совместительству серийного убийцы. 
На сайте «Rotten Tomatoes» фильм имеет рейтинг одобрения 50% на основе отзывов 20 критиков, со средней оценкой 5,6 из 10. На сайте «Metacritic» фильм имеет средневзвешенную оценку 50% на основе отзывов 4 критиков. 
Деннис Харви из журнала «Variety» высоко оценила игру Шона Уильяма Скотта и сюжет фильма в целом, но слабо оценила игру Мариэллы Гаррига, сыгравшей жену Эвана - Лорен, отметив что ей не удалось воплотить на экране правдоподобную супружескую идиллию с персонажем Шона Уильяма Скотта. 
Критик Кайлин Корриган высоко оценила фильм и игру актеров, назвав ленту «кровавой данью уважения» фильмам Брайана Де Пальма. В то же время Корриган отметила, что фильм после просмотра оставляет несколько вопросов, остающихся без ответа. Каковы истинные причины и условия формирования мотивов убийств Эвана и что является причиной его патологического влечения к убийствам, наследственная черта, которую он приобрел от своего собственного отца или же социально-негативные явления, которые он пережил в детстве? Кайлин Корриган отмечает, что режиссер фильм предлагает зрителю ответить на этот вопрос, ни демонстрируя в сюжетных поворотах фильмах никаких аргументов в поддержку той или иной версии. 